# UFC Fight Night: dos Anjos vs. Alvarez
UFC Fight Night: dos Anjos vs. Alvarez è stato un evento di arti marziali miste tenuto dalla Ultimate Fighting Championship svolto il 7 luglio 2016 all'MGM Grand Garden Arena di Las Vegas, Stati Uniti.

## Retroscena
Questo è stato il primo dei tre eventi dell'International Fight Week 2016, che terminò con l'evento UFC 200. Inoltre è stato il primo ad essere stato trasmesso in Nord America esclusivamente dal network della UFC, chiamato UFC Fight Pass, ed il primo evento ad avere un match titolato maschile come esclusiva del network.
Nel main event della card si affrontarono per il titolo dei pesi leggeri UFC il campione Rafael dos Anjos e l'ex due volte campione dei pesi leggeri Bellator Eddie Alvarez.
L'incontro di pesi leggeri tra John Makdessi e Mehdi Baghdad, organizzato inizialmente per UFC 199, venne spostato per questo evento per rinforzare la card.
Nordine Taleb avrebbe dovuto affrontare Alan Jouban, ma il 7 giugno Taleb subì un infortunio. Al suo posto venne inserito Belal Muhammad.

## Risultati
|                                                   | Divisione                        |                                  |                                  |                                  | Metodo                                      | Round                            | Tempo                            | Premio                           |
| Card Principale (UFC Fight Pass)                  | Card Principale (UFC Fight Pass) | Card Principale (UFC Fight Pass) | Card Principale (UFC Fight Pass) | Card Principale (UFC Fight Pass) | Card Principale (UFC Fight Pass)            | Card Principale (UFC Fight Pass) | Card Principale (UFC Fight Pass) | Card Principale (UFC Fight Pass) |
| ------------------------------------------------- | -------------------------------- | -------------------------------- | -------------------------------- | -------------------------------- | ------------------------------------------- | -------------------------------- | -------------------------------- | -------------------------------- |
| Sfida valida per il titolo di campione indiscusso | Pesi Leggeri                     | Eddie Alvarez                    | batte                            | Rafael dos Anjos (c)             | KO Tecnico (pugni)                          | 1                                | 3:49                             | POTN                             |
|                                                   | Pesi Massimi                     | Derrick Lewis                    | batte                            | Roy Nelson                       | Decisione non unanime (29-28, 28-29, 29-28) | 3                                | 5:00                             |                                  |
|                                                   | Pesi Welter                      | Alan Jouban                      | batte                            | Belal Muhammad                   | Decisione unanime (28-27, 29-28, 29-27)     | 3                                | 5:00                             | FOTN                             |
|                                                   | Pesi Leggeri                     | Joseph Duffy                     | batte                            | Mitch Clarke                     | Sottomissione (rear-naked choke)            | 1                                | 0:25                             |                                  |
| Card Preliminare (UFC Fight Pass)                 |                                  |                                  |                                  |                                  |                                             |                                  |                                  |                                  |
|                                                   | Pesi Welter                      | Alberto Mina                     | batte                            | Mike Pyle                        | KO (ginocchiata in salto e pugni)           | 2                                | 1:17                             |                                  |
|                                                   | Pesi Leggeri                     | John Makdessi                    | batte                            | Mehdi Baghdad                    | Decisione non unanime (28-29, 29-28, 29-28) | 3                                | 5:00                             |                                  |
|                                                   | Pesi Gallo                       | Anthony Birchak                  | batte                            | Dileno Lopes                     | Decisione non unanime (27-30, 29-28, 29-28) | 3                                | 5:00                             |                                  |
|                                                   | Pesi Gallo                       | Pedro Munhoz                     | batte                            | Russell Doane                    | Sottomissione (ghigliottina)                | 1                                | 2:08                             | POTN                             |
|                                                   | Pesi Gallo                       | Felipe Arantes                   | batte                            | Jerrod Sanders                   | Sottomissione (armbar)                      | 2                                | 1:38                             |                                  |
|                                                   | Pesi Leggeri                     | Gilbert Burns                    | batte                            | Lukasz Sajewski                  | Sottomissione (armbar)                      | 1                                | 4:57                             |                                  |
|                                                   | Pesi Gallo                       | Marco Beltrán                    | batte                            | Reginaldo Vieira                 | Sottomissione (rear-naked choke)            | 2                                | 3:04                             |                                  |
|                                                   | Pesi Welter                      | Vicente Luque                    | batte                            | Alvaro Herrera                   | Sottomissione (D'Arce choke)                | 2                                | 3:52                             |                                  |

## Premi
I lottatori premiati ricevettero un bonus di 50.000 dollari.
Legenda:
- FOTN: Fight of the Night (vengono premiati entrambi gli atleti per il miglior incontro dell'evento)
- POTN: Performance of the Night (viene premiato il vincitore per la migliore performance dell'evento)

## Incontri Annullati
|  | Divisione   |               |        |             | Motivo                   |
|  | ----------- | ------------- | ------ | ----------- | ------------------------ |
|  | Pesi Welter | Nordine Taleb | contro | Alan Jouban | Taleb subì un infortunio |